# Turbot Township
Die Turbot Township ist eine Township im Northumberland County in Pennsylvania, Vereinigte Staaten. Das U.S. Census Bureau hat bei der Volkszählung 2020 eine Einwohnerzahl von 1.815 ermittelt.

## Geographie
Die Turbot Township liegt im mittleren Norden des Northumberland County. Es ist ländlich geprägt und wird überwiegend landwirtschaftlich genutzt. Nach den Angaben des United States Census Bureaus hat die Township eine Gesamtfläche von 36,4 km², wovon 35,9 km² Land und 0,5 km² (= 1,63 %) Gewässer sind. Die Township liegt in einem offenen, flachen Gebiet und hat daher mit dem West Branch Susquehanna River nur nach Westen hin eine natürliche Grenze.
Die administrativen Nachbarn sind im Nordwesten die Delaware Township, im Nordosten die Lewis Township, im Osten die Limestone Township im Montour County, im Südosten die East Chillisquaque Township und im Südwesten die West Chillisquaque Township. Im Westen liegt Milton und auf dem anderen Ufer des Flusses das Union County mit der White Deer Township.
Der Norden der Township wird entwässert durch den Muddy Run, während im südlichen Teil der Township diese Funktion der Limeston Run übernimmt. Die Interstate 80 verläuft von Nordwesten nach Südosten durch die Turbot Township; die Exits 31 und 32 liegen auf dem Gebiet der Township. Exit 31 ist ein fast regelmäßiges Autobahnkleeblatt, wo der U.S. Highway 188 nach Norden abbiegt und Pennsylvania Route 147 südwärts führt. An Exit 32 kreuzt die Pennsylvania Route 254, die von Osten nach Westen durch den Süden der Township führt.

## Demographie
Zum Zeitpunkt des United States Census 2000 bewohnten Turbot Township 1677 Personen. Die Bevölkerungsdichte betrug 46,8 Personen pro km². Es gab 692 Wohneinheiten, durchschnittlich 19,3 pro km². Die Bevölkerung in Turbot Township bestand zu 97,44 % aus Weißen, 1,25 % Schwarzen oder African American, 0 % Native American, 0,30 % Asian, 0,06 % Pacific Islander, 0,36 % gaben an, anderen Rassen anzugehören und 0,60 % nannten zwei oder mehr Rassen. 0,83 % der Bevölkerung erklärten, Hispanos oder Latinos jeglicher Rasse zu sein.
Die Bewohner Turbot Townships verteilten sich auf 674 Haushalte, von denen in 28,5 % Kinder unter 18 Jahren lebten. 69,3 % der Haushalte stellten Verheiratete, 3,7 % hatten einen weiblichen Haushaltsvorstand ohne Ehemann und 23,1 % bildeten keine Familien. 20,8 % der Haushalte bestanden aus Einzelpersonen und in 9,8 % aller Haushalte lebte jemand im Alter von 65 Jahren oder mehr alleine. Die durchschnittliche Haushaltsgröße betrug 2,48 und die durchschnittliche Familiengröße 2,82 Personen.
Die Bevölkerung verteilte sich auf 22,6 % Minderjährige, 4,7 % 18–24-Jährige, 26,7 % 25–44-Jährige, 26,8 % 45–64-Jährige und 19,3 % im Alter von 65 Jahren oder mehr. Der Median des Alters betrug 43 Jahre. Auf jeweils 100 Frauen entfielen 99,9 Männer. Bei den über 18-Jährigen entfielen auf 100 Frauen 98,2 Männer.
Das mittlere Haushaltseinkommen in Turbot Township betrug 43.704 US-Dollar und das mittlere Familieneinkommen erreichte die Höhe von 48.906 US-Dollar. Das Durchschnittseinkommen der Männer betrug 34.271 US-Dollar, gegenüber 24.375 US-Dollar bei den Frauen. Das Pro-Kopf-Einkommen belief sich auf 19.732 US-Dollar. 6,1 % der Bevölkerung und 3,3 % der Familien hatten ein Einkommen unterhalb der Armutsgrenze, davon waren 9,6 % der Minderjährigen und 5,9 % der Altersgruppe 65 Jahre und mehr betroffen.

## Persönlichkeiten
- Helen Fairchild (1885–1918), eine Krankenschwester der American Expeditionary Force im Ersten Weltkrieg